# Люнкюбей
Люнкюбей (устар. Люнкюбэй) — река в России, протекает по Кобяйскому району Якутии, правый приток реки Лена.
Протяжённость реки 114 км, площадь бассейна 1770 км². Впадает в Лену на расстоянии 1139 км от устья.

## Притоки
- Кутурга — в 26 км по правому берегу, длина 57 км[5]
- Сюрюге — в 37 км по правому берегу, длина 25 км[6]
- Уолчан[7] (ранее Юёлчаан) — в 54 км по правому берегу, длина 16 км[8]
- Хомустах — в 63 км по правому берегу, длина 11 км[9]
- Магалынчан (ранее Магалынчаан Сыибахтаах) — в 76 км по левому берегу, длина 15 км[10]
- Хамчукундя (ранее Хомчугундьа) — в 76 км по правому берегу, длина 18 км[11]
- Нечачан (также От-Юрях) — в 84 км по левому берегу, длина 10 км[12]
- Дотуса (ранее Доотусаан) — в 94 км по правому берегу, длина 13 км[13].

Кроме того, в ГВР учтены 2 левых притока без названия, впадающих в 40 и 49 км от устья.

## Данные водного реестра
По данным государственного водного реестра России относится к Ленскому бассейновому округу.
Код водного объекта — 18030700112117400003032